# درمانوویچی
درمانوویچی (به صربی: Drmanovići) یک منطقهٔ مسکونی در صربستان است که در نووا واروش واقع شده‌است. درمانوویچی ۳۶۸ نفر جمعیت دارد.